# Sportovní gymnastika na Letních olympijských hrách 1904
Sportovní gymnastika na Letních olympijských hrách 1904.

## Medailisté

### Muži
| Soutěž                | Zlato | Stříbro | Bronz |
| --------------------- | --- | --- | --- |
| Víceboj – jednotlivci | Julius Lenhart · Spojené státy americké (USA) | Wilhelm Weber · Německo (GER) | Adolf Spinnler · Švýcarsko (SUI) |
| Kombinovaně           | Anton Heida · Spojené státy americké (USA) | George Eyser · Spojené státy americké (USA) | William Merz · Spojené státy americké (USA) |
| Trojboj               | Adolf Spinnler · Švýcarsko (SUI) | Julius Lenhart · Spojené státy americké (USA) | Wilhelm Weber · Německo (GER) |
| Víceboj – družstva    | Spojené státy americké (USA) · Philadelphia Turngemeinde · John Grieb · Anton Heida · Max Hess · Philip Kassel · Julius Lenhart · Ernst Reckeweg | Spojené státy americké (USA) · New York Turnverein · Emil Beyer · John Bissinger · Arthur Rosenkampff · Julian Schmitz · Otto Steffen · Max Wolf | Spojené státy americké (USA) · Central Turnverein, Chicago · John Duha · Charles Krause · George Mayer · Robert Maysack · Philip Schuster · Edward Siegler |
| Bradla                | George Eyser · Spojené státy americké (USA) | Anton Heida · Spojené státy americké (USA) | John Duha · Spojené státy americké (USA) |
| Hrazda                | Anton Heida · Spojené státy americké (USA) | nebyla udělena | George Eyser · Spojené státy americké (USA) |
| Hrazda                | Edward Hennig · Spojené státy americké (USA) | nebyla udělena | George Eyser · Spojené státy americké (USA) |
| Přeskok               | George Eyser · Spojené státy americké (USA) | nebyla udělena | William Merz · Spojené státy americké (USA) |
| Přeskok               | Anton Heida · Spojené státy americké (USA) | nebyla udělena | William Merz · Spojené státy americké (USA) |
| Kůň našíř             | Anton Heida · Spojené státy americké (USA) | George Eyser · Spojené státy americké (USA) | William Merz · Spojené státy americké (USA) |
| Kruhy                 | Herman Glass · Spojené státy americké (USA) | William Merz · Spojené státy americké (USA) | Emil Voigt · Spojené státy americké (USA) |
| Šplh na laně          | George Eyser · Spojené státy americké (USA) | Charles Krause · Spojené státy americké (USA) | Emil Voigt · Spojené státy americké (USA) |
| Cvičení s kužely      | Edward Hennig · Spojené státy americké (USA) | Emil Voigt · Spojené státy americké (USA) | Ralph Wilson · Spojené státy americké (USA) |

## Přehled medailí
| Pořadí | Země                         | Zlato | Stříbro | Bronz | Celkově |
| ------ | ---------------------------- | ----- | ------- | ----- | ------- |
| 1.     | Spojené státy americké (USA) | 12    | 8       | 9     | 29      |
| 2.     | Švýcarsko (SUI)              | 1     | 0       | 1     | 2       |
| 3.     | Německo (GER)                | 0     | 1       | 1     | 2       |
| Celkem | Celkem                       | 13    | 9       | 11    | 33      |